# Азмайпарашвили, Шалва Ильич
Шалва Ильи́ч Азмайпарашви́ли (груз. შალვა ილიას ძე აზმაიფარაშვილი; 25 декабря 1902 года (7 января 1903) — 17 мая 1957) — советский дирижёр и композитор, заслуженный деятель искусств Грузинской ССР (1941).

## Биография
Шалва Азмайпарашвили родился 25 декабря 1902 года (7 января 1903) в Тифлисе.
Учился в Тифлисской консерватории (в 1928 году окончил обучение по классу ударных инструментов), затем там же учился композиции (у С. В. Бархударяна) и дирижированию (у М. М. Багриновского). В 1933 году окончил как дирижёр аспирантуру.
С 1932 года Шалва Ильич работал дирижёром в театре оперы и балета им. Палиашвили, с 1938 по 1954 год был главным дирижёром театра. В 1940 году вступил в ВКП(б). Под его руководством были поставлены многие оперы («Сказание о Тариэле» Мшвелидзе Ш. М. (Сталинская премия первой степени , 1947), «Ладо Кецховели» Киладзе, «Броненосец „Потёмкин“» Чишко).
С 1943 по 1953 был главным дирижёром симфонического оркестра Грузинского радио, с 1954 руководил Государственным симфоническим оркестром Грузии.
С 1933 года преподавал в Тбилисской консерватории.
Автор оперы «Хевисбери Гоча» (поставлена в 1951 году в Тбилисском театре оперы и балета), оперетт «Иные нынче времена» (1952), «Желанный жених» (1957), симфонии, оркестровой сюиты.
Музыкальные произведения Азмайпарашвили: Симфоническая поэма «Кварельские горы» (1939), Оркестровая сюита «Картины старого Тбилиси» (1941), Симфония (1945), Вокально-симфоническая поэма «Картли» (1946), Музыкальная комедия «Что ты видел, ты не видишь» (1952) и многое другое.
Шалва Азмайпарашвили избирался Депутатом Верховного совета Грузинской ССР 1-3 созывов.
Шалва Ильич Азмайпарашвили умер 17 мая 1957 года в Тбилиси.

## Награды
- Орден Трудового Красного Знамени
- два ордена «Знак Почёта» (14.01.1937 и 30.11.1950[4])
- Заслуженный деятель искусств Грузинской ССР (1941)
- Сталинская премия (1947)